# Kümmelschänke

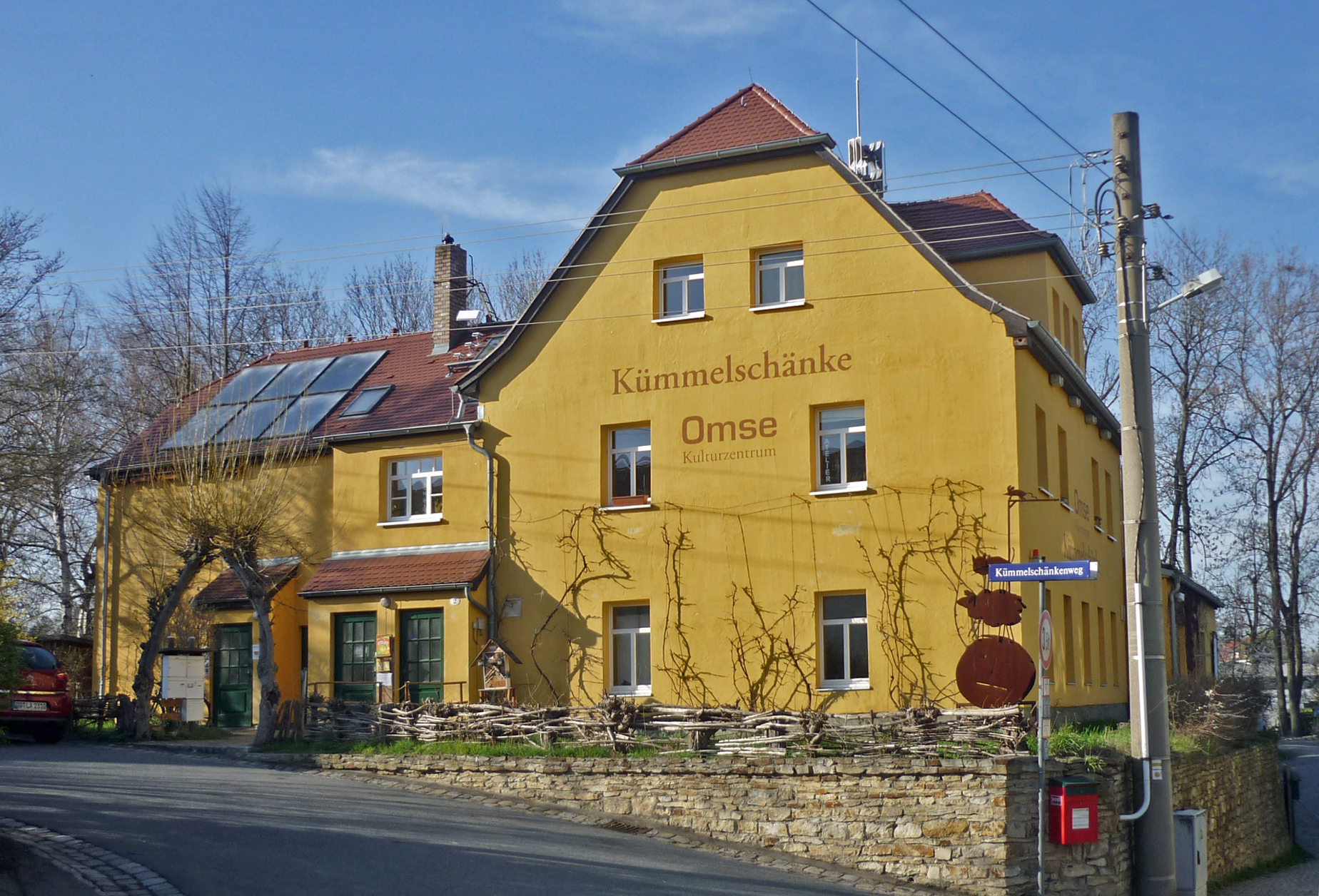
Die Kümmelschänke (2019)

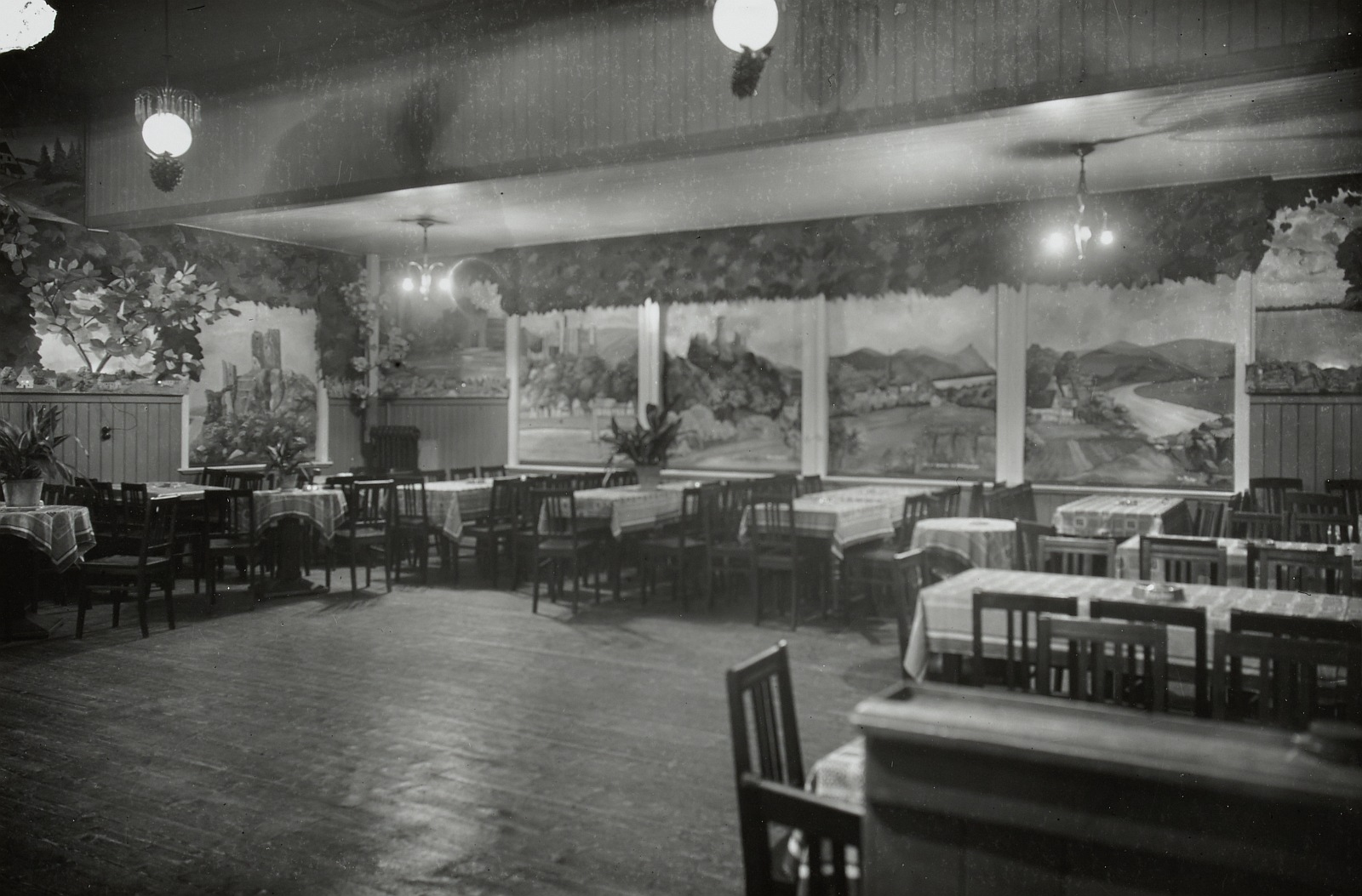
Tanz- und Speisesaal der Kümmelschänke (um 1912)

Die Kümmelschänke ist eine Ausflugsgaststätte im Dresdner Stadtteil Omsewitz. Sie befindet sich im historischen Dorfkern von Omsewitz auf dem Grundstück Kümmelschänkenweg 2 an der Ecke zur Straße Altomsewitz.
Die Gaststätte wurde 1737 erstmals urkundlich erwähnt und trug ursprünglich den Namen Rosengarten. Die Umbenennung in Kümmelschänke erfolgte durch den Besitzer Karl Traugott Christian Winkler (1856–1917). Namensgebend war vermutlich der hier ausgeschänkte Kümmelschnaps. Winklers Tochter verkaufte die Gaststätte 1919. 1927–29 erfolgte ein Umbau. Den Zweiten Weltkrieg überstand das Gebäude unbeschadet und der Gastronomiebetrieb wurde in den ersten Jahrzehnten der DDR fortgeführt. 1973 musste die Gaststätte wegen Baufälligkeit schließen und stand für mehrere Jahre leer.
Auf Initiative der Dresdner Wanderzunft, einer Vereinigung junger Freizeit-Handwerker, wurde das Grundstück 1988 von der Dresdner Stadtverwaltung erworben. Die Mitglieder der Wanderzunft begannen mit der Sanierung des Gebäudes. Ihr Ziel war die Einrichtung eines soziokulturellen Zentrums zur Ausübung und Vermittlung alter Handwerkstechniken mit Naturmaterialien. Nach der Deutschen Wiedervereinigung ging aus der Wanderzunft der Verein BioTop Kümmelschänke e. V. (seit 2003 Omse e. V.) hervor, der das Grundstück von der Stadtverwaltung pachtete. Nach Abschluss der Sanierungsarbeiten wurde die Kümmelschänke am 17. Juli 1993 wiedereröffnet und wird seitdem nach ökologischen Grundsätzen betrieben. Neben der Gaststätte beherbergt das Gebäude heute auch eine Töpferei und ein Atelier; bis 2005 war hier außerdem eine Natur- und Umweltbibliothek untergebracht. Mehrmals jährlich finden Feste statt, bei denen alte Handwerkstraditionen vermittelt werden. Zwischen 1998 und 2017 beteiligte sich die Kümmelschänke auch am Omsewitzer Adventskalender, bei dem in der Weihnachtszeit 24 Fenster in Gebäuden des Omsewitzer Dorfkerns von Künstlern dekoriert wurden.